# 주덕중학교
주덕중학교(周德中學校)는 대한민국 충청북도 충주시 주덕읍 신중리에 있는 공립 중학교이다.

## 학교 연혁
- 1952년 2월 3일 : 학교 설립 인가(6학급)
- 1952년 5월 15일 : 2학급 개교
- 1955년 3월 2일 : 제1회 졸업(103명)
- 1975년 11월 5일 : 27학급 인가
- 1977년 10월 25일 : 신니 중학교로 4학급 분리
- 2010년 4월 19일 : 다목적교실 “청운관” 준공
- 2024년 1월 10일 : 제70회 졸업 13명 (총누계 12,338명)
- 2024년 3월 4일 : 신입생 18명 입학
- 2024년 9월 1일 : 제31대 박재일 교장 부임

## 참고 자료
- 주덕중학교 - 한국교육학술정보원 학교알리미